# Kessen III
Kessen III (决戦) est un jeu vidéo de tactique en temps réel sur PlayStation 2 développé par Koei et basé sur la vie d'Oda Nobunaga.

## Histoire
Le jeu se déroule entre les années 1560 à 1590. Contrairement à beaucoup d'histoires et représentations qui le dépeignent comme un bandit ou un démon, Nobunaga est représenté comme vertueux et héroïque. C'est une représentation romancée de sa vie, le jeu entre dans des détails historiques plus précis que dans d'autre jeux vidéo comme Samurai Warriors.
Le jeu peint une image positive de la vie de Nobunaga, ainsi qu'un scénario montrant ce qui serait arrivé s'il avait survécu à la trahison de Akechi Mitsuhide. Il montre le retour gagnant de Nobunaga. Après la défaite des forces shogunat alors dirigée par le clan Akechi et d'autres clans de l'Ouest du Japon, sur les rives de Kyushu. Nobunaga devient alors le nouveau chef.
Ieyasu Tokugawa se trouve dans le jeu, il est allié à Nobunaga. Toyotomi Hideyoshi est aussi présent, sous le nom de Hideyoshi Hashiba. Son charisme improbable inspire ses troupes après qu'il est mal informé de la mort de Nobunaga.
Le jeu vous permet également de livrer des batailles contre d'autre daimyo notables, comme Kenshin Uesugi et Takeda Shingen.

## Système de jeu
Kessen III affine la mécanisme des précédents jeux en introduisant de nouveaux éléments de base. Le joueur est aux commandes d'une unité individuelle et peut commuter entre les unités amies à tout moment, tandis que les autres unités sont contrôlées par l'intelligence artificielle. La bataille commence lorsque vos unités et les unités ennemies se rencontrent. Des troupes ont aussi des compétences spécifiques liés à leur type (cavalerie, lanciers, ninja, etc).

## Personnages
- Oda Nobunaga - Le protagoniste héroïque.
- Akechi Mitsuhide - Un mystérieux sauveur ennemi.
- Dame Kicho - Princesse de la province de Mino et de l'épouse de Nobunaga.

Hashiba Hideyoshi, Tokugawa Ieyasu, Honda Tadakatsu, Mori Yoshinari, Maeda Toshiie, Niwa Nagahide, Shibata Katsuie, Oda Nobutada, Araki Murashige, Ii Naomasa, Inaba Ittetsu, Takenaka Hanbei, Hattori Hanzō, Taigen Sessai, Yamanaka Shikanosuke, Nankobo Tenkai, Ishikawa Goemon, Shima Sakon, Tōdō Takatora, Kani Saizō, Kaisen Joki, Fukushima Masanori, Katō Kiyomasa, Tachibana Ginchiyo, Omatsu, Yagyū Muneyoshi, Miyamoto Musashi, Date Masamune, Maeda Keiji, Inahime (Ina), Fūma Kotarō.

## Batailles principales
- Bataille d'Okehazama (1560)
- Siège du château d'Inabayama (1567)
- Bataille d'Anegawa (1570)
- Siège du château d'Odani (1573)
- Bataille de Nagashino (1575)
- Siège de Shigisan (1577)
- Batailles de Kizugawaguchi (1577)

## Accueil
| Kessen III            |      |       |
| Média                 | Pays | Notes |
| GameSpot              | US   | 74 %  |
| IGN                   | US   | 80 %  |
| Jeuxvideo.com         | FR   | 15/20 |
| Compilations de notes |      |       |
| Metacritic            | US   | 73 %  |